# Joaquín Llach
Joaquín Llach y Coll (San Martivell, 15 de agosto de 1849 - ibíd., 16 de mayo de 1928) fue un terrateniente y político carlista español, jefe provincial del partido tradicionalista en la provincia de Gerona durante la década de 1920.

## Biografía
Joaquín Llach y Coll nació en 1849 como mayorazgo de la familia patriarcal Llach-Gilla, de mucho prestigio en el pueblo de San Martivell y su comarca. Después de la Revolución de 1868, colaboró en la conspiración que precedió a la tercera guerra carlista, confiándole sus jefes servicios de mucha confianza.

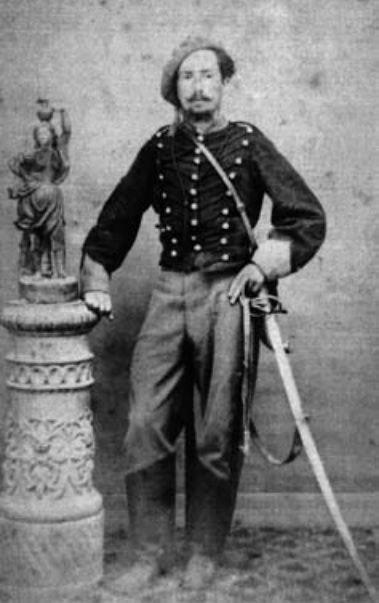
Joaquín Llach durante la guerra carlista (1874)

El 7 de abril de 1872 se levantó en armas con un tío suyo y 52 hombres, que tuvieron que volverse al pueblo a causa de una mala inteligencia. El 7 de mayo salieron de nuevo para el campo carlista dieciséis hombres, y el 27 de diciembre, Joaquín Llach se presentó personalmente, con otros dieciséis hombres, al general Francisco Savalls, siguiendo toda la campaña como oficial de Intendencia, agregado a la Caballería y como Habilitado.
Asistió durante la campaña en 62 acciones de guerra, entre ellas las de Colitzá, Vich, ataques y toma de Berga, Puigreig, Balsareny, Caserras, toma de Ripoll, San Quirico de Besora, Alpens, Cellent, entrada de Bañolas, Cornellá (derrota del general Cirlot), copo de la columna del General Nouvilas en Castellfullit, Oristá, Tordera, Tortellá (en donde hirieron a su caballo), Santa Coloma de Farnés, Prats de Llusanés (en donde mataron a su caballo), Santa Pau, Darnius y La Junquera, ataques y toma de Olot.
Le fueron concedidas las medallas de Alpens y de Berga, y por méritos en la acción de Tortellá obtuvo la Cruz del Mérito Militar.
Concluida la guerra, trabajó toda su vida para la causa carlista, figurando su nombre en todas las organizaciones locales de la Comunión Tradicionalista y contribuyendo solo con los periódicos carlistas. Asistió a la fiesta de los veteranos de la última guerra carlista y a los aplecs tradicionalistas de Manresa, Vich, Turó Park y todos los que se realizaban en Cataluña.
Con motivo de los sucesos de Badalona en 1900, dudaba acerca de la voluntad de Don Carlos, por lo que acudió a Venecia junto con otro importante jefe carlista de la provincia de Gerona para reunirse con el caudillo legitimista. Don Carlos le obsequió mucho en esa ocasión, regalándole su propio bastón de paseo.
En 1919, al producirse la escisión de Vázquez de Mella, se puso de lado de Don Jaime y fue el artífice de la reorganización del partido en Gerona. A él se debió principalmente la fundación de un nuevo centro y de un semanario jaimista, El Eco de Gerona (1923-1928). En mayo de 1921 fue nombrado presidente de la Junta Provincial Tradicionalista de Gerona, que ostentó hasta su muerte. El 8 de noviembre de 1925 fue agraciado por Don Jaime con la Cruz de Caballero de la Orden de la Legitimidad Proscrita.
Fue el bisabuelo del cantautor catalán Lluís Llach.